# One of the Living
One of the Living è un singolo della cantante statunitense Tina Turner, pubblicato nel 1985 come estratto dall'album Mad Max Beyond Thunderdome, colonna sonora dell'omonimo film.

## Tracce
Singolo 7"
1. One of the Living
2. One of the Living (Dub Version)